# Palais de la Culture (Oran)
Le Palais de la Culture Zeddour Brahim Belkacem, ancienne La Maison du colon, est construit à partir de 1920 à Oran en Algérie.

## Historique
La Maison du colon, de style Art déco est construite à partir de 1920 à Oran par les architectes Georges Wolff et Ernest J. Brunier avec comme collaborateurs la maison Tossut d'Alger pour les mosaïques et le sculpteur Fernand Belmonte. Ce dernier réalise la fresque Mater Africa, mosaïque de 280 m2 et deux bas reliefs Bacchus et Cérès. Elle est inaugurée en juin 1930 par Pierre Bordes, gouverneur d'Algérie lors des commémorations du Centenaire de l'Algérie française. La Maison du colon abrite à l'époque les services de l’agriculture d'Oran et du département. À partir de 1990, le Palais de la Culture s'installe dans le bâtiment,. Il se situe place Zeddour Brahim Belkacem.
Le bâtiment est fermé pendant près de dix ans en attente des travaux de réhabilitation. Puis ceux-ci sont engagés, ils permettent notamment  d'aménager une galerie d’exposition dans le hall et une salle de 500 places au deuxième étage,.
En juin 2022, après plusieurs années de travaux, le Palais de la Culture est inauguré par la ministre de la culture, Soraya Mouloudji, puis il est réouvert au public.

## Littérature
Albert Camus dans L’été, roman de 1947, évoque de façon ironique La Maison du colon  : 

« Les Oranais ont médité d’y bâtir, dans le sable et la chaux, une image convaincante de leurs vertus […] Si l’on en juge par l’édifice, ces vertus sont au nombre de trois : la hardiesse dans le goût, l’amour de la violence, et le sens des synthèses historiques. L’Égypte, Byzance et Munich ont collaboré à la délicate construction d’une pâtisserie figurant une énorme coupe renversée. »